# Stojadła (gromada)
Stojadła – dawna gromada, czyli najmniejsza jednostka podziału terytorialnego Polskiej Rzeczypospolitej Ludowej w latach 1954–1972.
Gromady, z gromadzkimi radami narodowymi (GRN) jako organami władzy najniższego stopnia na wsi, funkcjonowały od reformy reorganizującej administrację wiejską przeprowadzonej jesienią 1954 do momentu ich zniesienia z dniem 1 stycznia 1973, tym samym wypierając organizację gminną w latach 1954–1972.
Gromadę Stojadła z siedzibą GRN w Stojadłach utworzono – jako jedną z 8759 gromad na obszarze Polski – w powiecie mińskim w woj. warszawskim, na mocy uchwały nr VI/10/7/54 WRN w Warszawie z dnia 5 października 1954. W skład jednostki weszły obszary dotychczasowych gromad Arynów, Choszczówka, Gamratka, Królewiec (z wyłączeniem kolonii Stefanówka), Kędzierak (z wyłączeniem miejscowości Kędzierak Mały) i Stojadła ze zniesionej gminy Mińsk w tymże powiecie. Dla gromady ustalono 17 członków gromadzkiej rady narodowej.
31 grudnia 1961 do gromady Stojadła włączono wsie Brzóze, Cyganka i Żuków ze zniesionej gromady Brzóze oraz wsie Celinów, Jędrzejnik, Podrudzie i Zamienie ze zniesionej gromady Zamienie w tymże powiecie.
Gromada przetrwała do końca 1972 roku, czyli do kolejnej reformy gminnej.